# Hawaii Tsunami
El Hawaii Tsunami fue un equipo de fútbol de los Estados Unidos que alguna vez jugó en la USISL D-3 Pro League, la desaparecida tercera división del país.

## Historia
Fue fundado en el año 1994 en la ciudad de Honolulu, Hawaii y ese mismo año debutó en la USISL, en la cual quedó en octavo lugar de su división y no clasificó a la pos-temporada.
En 1995 consiguieron su primer y único título divisional y su primera participación en los playoffs, pero no pudieron clasificar a la fase nacional. En 1996 volvieron a clasificar a los playoffs, pero fueron eliminados en la semifinal de conferencia.
En 1997 fueron uno de los equipos fundadores de la USISL D-3 Pro League, quedando en séptimo lugar de su división, eliminado de los playoffs y desapareció al finalizar la temporada por lo costoso de los viajes a los partidos de visitante. Nunca llegó a jugar en la US Open Cup.

## Palmarés
- USISL Pro League Northwest Division: 1

1995

## Temporadas
| Año  | División | Liga                 | Temporada Regular | Playoffs                 | US Open Cup  |
| ---- | -------- | -------------------- | ----------------- | ------------------------ | ------------ |
| 1994 | 3        | USISL                | 8º, Pacific       | No clasificó             | No participó |
| 1995 | 3        | USISL Pro League     | 1º, Northwest     | Sizzling Nine            | No clasificó |
| 1996 | 3        | USISL Pro League     | 5º, Western       | Semifinal de Conferencia | No clasificó |
| 1997 | 3        | USISL D-3 Pro League | 7º, West          | No clasificó             | No clasificó |

## Jugadores destacados
- Ramón Raya
- Peter Woodring